# Палкий сніговик
«Палки́й снігови́к» (англ. Hot Frosty) — американська різдвяна фентезійна романтична комедія 2024 року режисера Джеррі Чіккорітті, сценариста Рассела Гейнлайна, з Лейсі Шебер і Дастіном Мілліганом в головних ролях.

## Сюжет
Кеті Барретт є власницею кафе Kathy's Kafé у центрі міста Гоуп-Спрінгс, штат Нью-Йорк. Її чоловік, який помер від раку, був майстром на всі руки, але тепер у будинку немає опалення, протікає дах і зламана сходинка на сходах.
Кеті приносить обід своїм друзям Тео і Мелу в їхній магазин одягу «Reclaimed Rags». Вони дарують їй червоний шарф, «призначений» для неї, заохочуючи її шукати щастя після пережитої втрати. Дорогою додому вона бачить конкурс з ліплення сніговиків, надягає шарф на мускулистого сніговика і фотографується з ним.
Тієї ж ночі сніговик оживає. Тікаючи від літньої пари та їхніх собак, він випадково падає на вітрину магазину одягу. З магазину він бере і вдягає комбінезон і калоші. Вранці Кеті помічає, як він розмовляє з іншими сніговиками, і запрошує його поїсти до своєї перекусної. Вона припускає, що бейджик з ім'ям «Джек» на комбінезоні — це ім'я новоспеченого сніговика, і запитує, який його перший спогад. Він відповідає, як вона надягла на нього шарф, а потім спалах камери. Шериф розслідує ймовірне пограбування магазину одягу і присягається знайти злочинця.
Джек холодний на дотик, тому Кеті відвозить його до лікарки, яка підтверджує, що температура тіла Джека нижча за норму. Кеті забирає його додому. Коли ввечері вона повертається додому, Джек дивує її домашньою піцою, яку він навчився готувати, дивлячись кулінарне шоу. Їй некомфортно від постійних обіймів Джека та його зізнань у коханні до неї.
Поки Джек лагодить дах, сусідка Кеті в'їжджає в сніговий замет, відволікаючись на його торс без сорочки. Джек виштовхує її машину, і вона просить його допомогти з ремонтом у будинку. Вона запрошує своїх подруг подивитися. Одна з них просить Джека допомогти її синові, директорові середньої школи, якому не вистачає працівників, у підготовці до танцювального вечора, і він дає Джеку роботу ремонтника в школі. Вони відвозять його до перекусної Кеті, де до нього та Кеті підходить шериф. Вона нагадує Джеку, що йому потрібно бути обережнішим.
Джек допомагає прикрашати шкільну залу і випадково чує, як один з учнів запрошує подругу на танці. Натхненний, Джек запрошує Кеті бути його парою. Вона погоджується і бере його на шопінг. Джек дарує Кеті срібне намисто у формі сніжинки. На танцях Кеті бачить, що Джек перегрівається, і виводить його на вулицю охолодитися. Вони майже цілуються, але Джек переживає, що Кеті буде боляче, коли він розтане.
Напередодні Різдва все місто збирається в перекусній. Промова Кеті переривається, коли шериф заарештовує Джека, що викликає загальне обурення. Лікарка пояснює, що Джек — це сніговик, і всі погоджуються, що Різдво — це час для такої магії. Шериф Нейт вимагає заставу у 2000 доларів за звільнення Джека.
Кеті спустошує сейф перекусної, і всі відвідувачі дають свої гроші, але цього все одно не вистачає. Син шерифа допомагає докласти решту суми. Нейт поступається й повертає гроші на заставу. Кеті виводить Джека на вулицю, але він більше не рухається. Припускаючи, що він мертвий, вона цілує його, бере червоний шарф і відходить. Джек повертається до життя, тремтить і починає реагувати, як справжня людина. Вони нарешті цілуються.
Кеті й Джек живуть далі разом і обмінюються подарунками. Він дарує їй книжку з домашнього ремонту, а Кеті купує два квитки на літак до Гаваїв. Вони відправляються туди разом.

## У ролях
| Актор            | Роль                          | Актор українського дубляжу |
| ---------------- | ----------------------------- | -------------------------- |
| Лейсі Шебер      | Кеті Баррет                   | Юлія Перенчук              |
| Дастін Мілліган  | сніговик Джек                 | Вячеслав Хостікоєв         |
| Крейг Робінсон   | шериф Натаніель "Нейт" Гантер | Роман Чорний               |
| Джо Ло Тругліо   | заступник шерифа Ед Шац       | Володимир Терещук          |
| Кеті Міксон Грір | Дотті                         | Катерина Брайковська       |
| Лорен Голлі      | Джейн Міллер                  | Олена Узлюк                |
| Шеррі Міллер     | Мел                           | Олена Хижна                |
| Ден Летт         | Тео                           | Євген Пашин                |
| Крішелл Стаус    | Джен                          |                            |
| Аллан Роял       | Мортимер                      |                            |

### Український дубляж
Фільм дубльовано студією «LeDoyen Studio» на замовлення компанії «Netflix» у 2024 році.
- Режисерка дубляжу: Катерина Брайковська
- Переклад: Ольга Переходченко
- Спеціаліст зі зведення звуку: Олег Кульчицький
- Менеджер проєкту: Людмила Король

Додатковий акторський склад: Олег Лепенець, Олена Бліннікова, Ірина Дорошенко, Наталя Синенко, Роман Солошенко, Юлія Воскобойнік, В'ячеслав Дудко, Аліна Проценко, Антон Кобилко, Вікторія Тишкевич.

## Виробництво
Режисером фільму виступив Джеррі Чіккорітті, автором сценарію — Рассел Гейнлайн. Джоел С. Райс та Майкл Барбуто стали продюсерами для Muse Entertainment. Зйомки проходили в Канаді у квітні та травні 2024 року, а локаціями для зйомок стали Оттава, Броквіль та Пакенхем, Онтаріо.

## Прем'єра
Фільм вийшов на Netflix 13 листопада 2024 року.

## Оцінки критиків
На сайті-агрегаторі рецензій Rotten Tomatoes 82 % з 33 відгуків критиків є позитивними з середньою оцінкою 5,8 з 10. Консенсус на сайті такий: «Свідомо безглузда, з пародійним акцентом на магію Різдва, „Палкий сніговик“ — це мила романтична комедія, яка має розтопити серця навіть найбільш скептично налаштованих глядачів». На платформі Metacritic фільм отримав середній бал 50 зі 100 на основі відгуків 11 кінокритиків, що відповідає категорії «змішані або середні».